# Mohammad Alí Rayaí
Mohammad Ali Rajai (en persa:محمد علی رجائی ; Qazvin, 15 de junio de 1933 - Teherán, 30 de agosto de 1981) fue un político iraní que fue el segundo presidente de Irán en 1981 y primer ministro de Irán de 1980 a 1981. 
Se graduó en la Universidad Tarbiat Moallem en 1959, donde consiguió un título en Educación. Fue ministro de Educación y, también, Ministro de Relaciones Exteriores; así como también fue miembro del parlamento iraní.
Sucedió a Abolhasán Banisadr en su cargo como presidente. Fue asesinado el 30 de agosto de 1981, por lo que fue Presidente de Irán tan solo por 28 días.
Fue un firme defensor de la Revolución iraní y fue un líder en el movimiento para purgar las universidades iraníes de las influencias estadounidenses y europeas, que más tarde fue llamada la Revolución Cultural Islámica. Además, comenzó el programa iraní de jubilación para las personas durante los 70 años.

## Asesinato
El 30 de agosto de 1981, el presidente celebró una reunión del Consejo Supremo de Defensa iraní, junto con el primer ministro Mohammad Yavad Bahonar. Luego explotaron una serie de bombas que dejaron la habitación en llamas y mataron a Rayaí, Bahonar, y a otros tres. Más tarde testigos declararon que un asistente de confianza trajo un maletín a la sala de conferencias, lo puso entre los dos dirigentes, y luego se fue. Se identifica al asesino como Massoud Keshmiri, miembro de la Organización de los muyahidines del pueblo iraní.  
| Predecesor: Abolhasán Banisadr                                                          | Presidente de Irán 1981             | Sucesor: Alí Jamenei            |
| Predecesor: Mehdí Bazargán (Estado Imperial de Persia)Consejo de la Revolución Islámica | Primer ministro de Irán 1980 - 1981 | Sucesor: Mohammad Yavad Bahonar |

- Datos: Q310592
- Multimedia: Mohammad-Ali Rajai / Q310592